# Georg Ferstl
Georg Ferstl (* 30. Dezember 1936 in Trofaiach) ist ein ehemaliger österreichischer Gastwirt und Politiker (FPÖ).
Vom 7. November 2000 bis zum 24. Oktober 2005 gehörte er dem steirischen Landtag in einer Gesetzgebungsperiode als Landtagsabgeordneter an.

## Leben und Wirken
Georg Ferstl wurde am 30. Dezember 1936 in Trofaiach geboren, besuchte hier die Volksschule und danach die Hauptschule in Leoben. Hier absolvierte er in weiterer Folge auch eine Lehre zum Koch und Kellner beim Grand Hotel Baumann und war danach im Jahre 1954 als Kellner im Parkhotel Graz beschäftigt. In weiterer Folge arbeitete er von 1955 bis 1959 als Kellner bzw. „Singender Ober“ in Deutschland, der Schweiz und in Kitzbühel, ehe er bis 1963 als Steward auf einem Schiff der Holland-America Line tätig war. Als „singender Steward“ nahm er an rund 50 Kreuzfahrten und drei Weltreisen teil. Danach war er von 1963 bis 1972 Geschäftsführer beim Gasthaus seiner Mutter, dem Gasthaus Ferstl an der Hauptstraße von Trofaiach. Ab 1972 übernahm er den elterlichen Betrieb und fungierte selbst als Gastwirt in seiner Heimatgemeinde, ehe er im Jahre 2002, mittlerweile 65-jährig, in den Ruhestand ging. Durch seine frühen Kontakte als „singender Kellner“ zur Schi-, Film- und Schlagerwelt in Kitzbühel konnte er im Laufe seines Lebens viele berühmte Persönlichkeiten nach Trofaiach und in seine Tanzbar in Zeltweg holen.
Bei der Landtagswahl in der Steiermark 2000 schaffte das FPÖ-Mitglied Ferstl den Einzug in den steirischen Landtag, dem er innerhalb der XIV. Gesetzgebungsperiode vom 7. November 2000 bis zum 24. Oktober 2005 angehörte.
Im November 2015 wurde der in Gimplach ansässige Ferstl für seine langjährigen ehrenamtlichen Tätigkeiten in Trofaiach dem Ehrenring der Stadt Trofaiach ausgezeichnet. Anlässlich des 80. Geburtstags Ferstls fand in Trofaiach eine große Feier statt. Zu diesem Zeitpunkt war Ferstl 53 Jahre lang bei der Freiwilligen Feuerwehr Trofaiach aktiv, davon 18 Jahre lang als stellvertretender Kommandant. Weiters war er 15 Jahre lang Abschnittskommandant im Feuerwehrbezirk Leoben, zehn Jahre lang Bezirksfeuerwehrkommandant von Leoben sowie viereinhalb Jahre lang Landesfeuerwehrkommandant der Steiermark. Seit seinem Ausscheiden aus dem aktiven Dienst ist der zuletzt im Rang des Landesbranddirektoren stehende Ferstl Ehrenlandesbranddirektor der Steiermark. Außerdem war Ferstl zehn Jahre lang Funktionär des FC Trofaiach, davon drei Jahre lang als Obmann. Zudem war zum Zeitpunkt der Ehrung 42 Jahre lang Mitglied der Volksmusikgruppe D’Sakrischen Steirer und 52 Jahre lang Sänger bei der Chorgemeinschaft Trofaiach, die er 43 Jahre als Obmann leitete.
Nach dem Ausscheiden aus der Landespolitik war Ferstl kaum noch politisch aktiv, stand aber bei den Gemeinderatswahlen in der Steiermark 2020 als Wahlvorschlag auf der Liste der FPÖ in Trofaiach oder fungierte immer wieder auch als Beisitzer bei Wahlen. Im Jahr 2019 wurde Ferstl anlässlich einer Ehrung durch Zukunftsgemeinde Steiermark, einer Initiative des Steirischen Volksbildungswerkes und des Landes Steiermark, in der Kategorie Besondere Verdienste für seine herausragenden Leistungen in der kommunalen und regionalen Entwicklung ausgezeichnet.